# Nunsdorf
Nunsdorf ist ein Ortsteil der Stadt Zossen im Landkreis Teltow-Fläming (Brandenburg). Es gehörte im Mittelalter zur Herrschaft Zossen, später zum älteren Amt Zossen. Bis zur Eingemeindung nach Zossen war Nunsdorf eine selbständige Gemeinde. Sie wurde von 1992 bis 2003 vom Amt Zossen mit Sitz in Zossen verwaltet.

## Geographische Lage
Nunsdorf liegt im westlichen Teil des Stadtgebietes von Zossen. Es grenzt im Norden an Wietstock (Stadt Ludwigsfelde), im Nordosten an Glienick, im Osten an Schünow, beides Ortsteile der Stadt Zossen, im Süden zu einem sehr kleinen Teil an Gadsdorf (Gem. Am Mellensee), im Südwesten an Christinendorf und im Westen an Märkisch Wilmersdorf (beides Ortsteile der Stadt Trebbin). Die Gemarkung umfasst 868 ha. Die höchsten Erhebungen sind der nördlich gelegene, 58,6 m ü. NHN Meter hohe Nunsdorfer Berg sowie der südöstlich gelegene, 50,8 m ü. NHN Meter hohe Teerutenberg.

## Geschichte
Die urkundliche Ersterwähnung Nunsdorfs („Nunstorff“) datiert aus dem Jahr 1492. Der Name lässt sich wegen der späten urkundlichen Nennung nicht mehr sicher deuten. Gerhard Schlimpert erwägt einen deutsch-slawischen Mischnamen, von slaw. nun/nuno, mit den Nebenformen *nin/nyn = heftig, feurig, mutig, das in Personen- und Ortsnamen enthalten ist. Etwa den Personennamen Ninoslav oder Ninko sowie in Ortsnamen wie Nunitz und Neunitz. Eine Herkunft von den deutschen mittelalterlichen Lallnamen Nunni/Nunno lehnt er mit der Begründung ab, dass das u in Nunsdorf lang gesprochen wird.
Bevölkerungsentwicklung von 1583 bis 2006 (bis 1971 aus dem Historischen Ortslexikon, ab 1981 aus dem Historischen Gemeindeverzeichnis)
| Jahr | Einwohner                           |
| ---- | ----------------------------------- |
| 1583 | ca. 110–130 (18 Bauern, 8 Kossäten) |
| 1734 | 130                                 |
| 1772 | 194                                 |
| 1801 | 194                                 |
| 1817 | 151                                 |
| 1840 | 231                                 |
| 1858 | 319                                 |
| 1895 | 351                                 |
| 1925 | 330                                 |
| 1939 | 346                                 |
| 1946 | 488                                 |
| 1964 | 375                                 |
| 1971 | 360                                 |
| 1981 | 341                                 |
| 1991 | 329                                 |
| 2001 | 301                                 |
| 2006 | 305                                 |

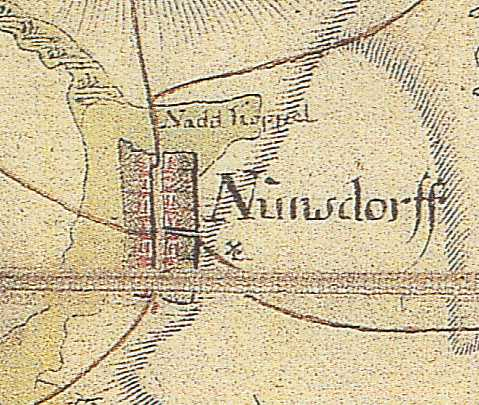
Nunsdorf auf der Schmettauschen Karte von 1767–1787, mit der östlich des Dorfes an der Straße nach Schünow gelegenen Windmühle

Nach der Dorfstruktur ist Nunsdorf ein Angerdorf (vgl. Schmettausches Kartenwerk, Urmesstischblatt). Nach dem Erbregister des Amtes Zossen von 1583 hatte das Dorf „seit alters“ 43 Hufen, die von 15 Bauern bewirtschaftet wurden. Der Lehnschulze hatte vier Hufen unter dem Pflug. Acht Bauern bebauten je drei Hufen, sechs Bauern hatten je zwei Hufen. Die Hufe maß 10 Mg 251 QR oder etwa 4,6 ha. Außerdem gab es acht Kossäten im Dorf, inklusive eines Windmüllers. 1624 (und später) werden nur noch 40 Hufen aufgezählt. Die Oberherrschaft hatte das Amt Zossen, allerdings gingen die Abgaben von einigen Höfen auch an einige Adelige der Umgebung. So hatten die v. Zicker genannt Guntzke zu Genshagen bereits vor 1518 die Abgaben von zwei Zweihufenbauern und die Abgaben und Dienste eines Kossäten erworben, einen Besitztitel, den sie bis 1539 behaupten konnten. Danach ging dieser Besitz an die v. Thümen zu Trebbin, 1553 an die Rathenow und um 1583 an die v. Treskow. 1609 war dieser Besitz an die Wernicke gekommen, die ihn an die von Wilmersdorff zu Dahlem verkauften, zunächst auf Wiederkauf, ab 1710 bis nach 1801 war der Besitz erblich. Ein weiterer Teil der bäuerlichen Abgaben, die Abgaben eines Vierhufenbauern war bereits vor 1530 bis 1683 im Besitz der Familie Lietzen zu Wendisch Wilmersdorf (heute Märkisch Wilmersdorf). Von 1683 bis nach 1801 gingen die Abgaben an die Grafen v. Schwerin, die den Besitz zusammen mit Wendisch Wilmersdorf erworben hatten. 1492 wird bereits der Dorfkrug erwähnt, den die v. Glaubitz in Zossen innehatten. 1583 wird erstmals die Windmühle genannt. 1711 erscheint erstmals ein Schmied in den Urkunden. Für 1858 werden auch ein Schuhmacher, ein Schneider und ein Zimmermann genannt. 1771 gab es 22 Häuser in Nunsdorf, 1840 bereits 33 Wohnhäuser. Für 1860 werden drei öffentliche Gebäude, 45 Wohngebäude und 81 Wirtschaftsgebäude einschließlich einer Getreidemühle verzeichnet. 1931 zählte der Ort 31 Wohnhäuser. Nach dem Zweiten Weltkrieg wurden im Zuge der Bodenreform 12 ha enteignet und aufgeteilt.

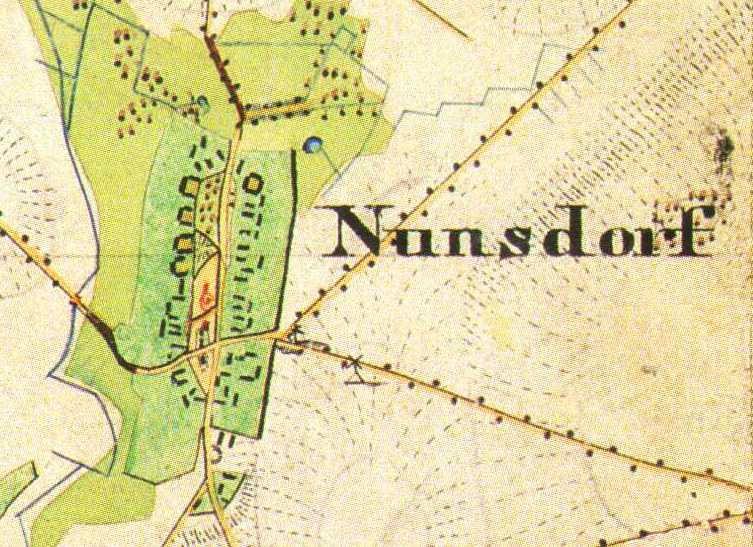
Nunsdorf auf dem Urmesstischblatt von 1840

1954 wurde in Nunsdorf die Landwirtschaftliche Produktionsgenossenschaft (LPG) Typ III „Florian Geyer“ gegründet. Florian Geyer (* um 1490–1525) war ein fränkischer Reichsritter, der im Bauernkrieg 1525 die Führung des Tauberhaufens übernahm. 1964 bewirtschaftete die LPG mit 109 Mitgliedern 614 ha Nutzfläche, davon 396 ha Ackerland. 1961 wurde eine zweite LPG (Typ I) in Nunsdorf gegründet. Sie hatte 33 Mitglieder und bewirtschaftete 206 ha Nutzfläche. Die beiden LPGs wurden 1966 vereinigt.

### Politische Zugehörigkeit
Zur Zeit seiner ersten urkundlichen Nennung gehörte Nunsdorf bereits zum kurfürstlich-brandenburgischen Amt Zossen. Dieses war aus der Umwandlung der Herrschaft Zossen hervorgegangen. Die Herrschaft Zossen war ursprünglich eine kleine Adelsherrschaft, die 1490 vom brandenburgischen Kurfürsten Johann Cicero erworben wurde. Es kann als sicher angenommen werden, dass Nunsdorf vor 1490 zur Herrschaft Zossen gehört hatte, trotz fehlender urkundlicher Nachweise. Mit dem Amt Zossen kam Nunsdorf um 1600 zum Kreis Teltow. Mit der Kreisreform von 1952 wurde der alte Kreis Teltow aufgelöst und im Wesentlichen in drei kleinere Kreise unterteilt. Nunsdorf kam zum Kreis Zossen. Mit der Ämterbildung 1992 in Brandung wurde Nunsdorf dem Amt Zossen zugeordnet. Mit der Kreisreform von 1993 und der Zusammenlegung der Kreise Zossen, Luckenwalde und Jüterbog kam Nunsdorf zum Landkreis Teltow-Fläming. Das Amt Zossen wurde 2003 wieder aufgelöst, Nunsdorf wurde in Stadt Zossen eingegliedert und ist seitdem Ortsteil der Stadt Zossen.

### Kirchliche Zugehörigkeit
Die Dorfkirche Nunsdorf in Nunsdorf war 1583 Tochterkirche der Kirche in Schünow, vermutlich bis 1755. 1900 war sie Tochterkirche der Kirche in Glienick. 

## Denkmale

### Baudenkmale

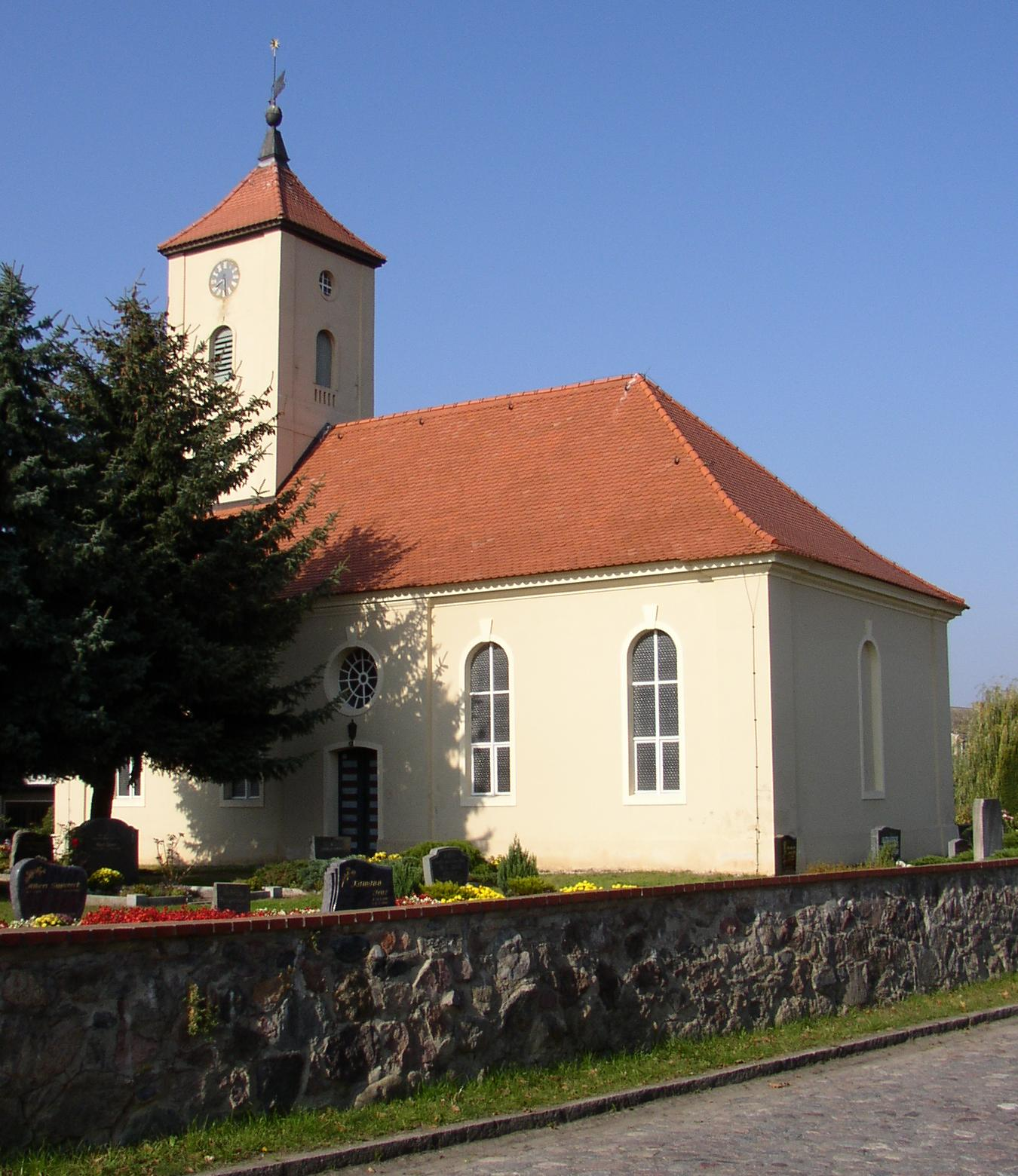
Dorfkirche Nunsdorf

Im Ort sind nur zwei Gebäude als Baudenkmale ausgewiesen:
- die Dorfkirche, von 1765 mit im Westen aufgesetzten Fachwerkturm, zwei Glocken: eine aus dem 14. Jahrhundert und eine Glocke von 1480.
- das Mittelflurhaus Dorfstraße 12

### Bodendenkmale
Die Denkmalliste des Landes Brandenburg für den Landkreis Teltow-Fläming (Stand: 31. Dezember 2011) verzeichnet sechs Bodendenkmale
- Flur 2 (auf der Gemarkung von Nunsdorf und Christinendorf): Siedlung der Urgeschichte
- Flur 1 und 2 (auf der Gemarkung von Nunsdorf und Märkisch Wilmersdorf): Siedlung Urgeschichte
- Flur 1: Siedlung der Eisenzeit, Dorfkern Neuzeit und Mittelalter
- Flur 1: Siedlung der römischen Kaiserzeit und eine Siedlung der Völkerwanderungszeit
- Flur 1 und 2: Siedlung der Urgeschichte und eine Siedlung der Neuzeit
- Flur 1: ein Acker aus dem deutschen Mittelalter und eine Siedlung der Urgeschichte

### Naturdenkmale
Für die Gemarkung Nunsdorf verzeichnet die Denkmalliste des Landes Brandenburg (Stand: 31. Dezember 2011) zwei Naturdenkmale

- eine Ulme in der östlichen Hälfte der Dorfaue, vor dem Gebäude Dorfstr. Nr. 12. Die Unterschutzstellung erfolgte wegen ihres Alters und ihrer Größe sowie wegen ihrer das Landschaftsbild prägenden Schönheit und Seltenheit.
- eine Eiche, in der Dorfaue nördlich der Kirche; wegen ihrer das Landschaftsbild prägenden Schönheit.

## Anmerkung
1. ↑  Die Angabe Sackgassendorf im Historischen Ortslexikon ist nicht korrekt.